# Орландо Прайд (жіночий футбольний клуб)
«Орландо Прайд» (англ. Orlando Pride) — американський жіночий футбольний клуб, що базується в Орландо, штаті Флорида. Команда здобула свої перші титули в сезоні 2024 року, вигравши як NWSL Shield , так і чемпіонат NWSL.

## Історія
Після сезону NWSL 2015 року з'явились перші чутки про те, що група власників «Орландо Сіті», який виступає в MLS додасть команду-розширення до жіночої професійної ліги.
20 жовтня 2015 року відбулася прес-конференція, на якій було представлено назву, логотип та кольори майбутньої команди. Колишній головний тренер збірних Австралії та США Том Серманні був оголошений першим головним тренером клубу
26 жовтня 2015 року «Прайд» оголосили про перше в історії команди придбання гравців: зі складу команди «Портленд Торнс» перейшли нападниця Алекс Морган та канадська півзахисниця Кейлін Кайл в обмін на перші вибори у розширеному драфті NWSL 2015 року та на коледжному драфті NWSL 2016 року.
Протягом сезону 2017 року «Прайд» додали до свого складу ще кількох значних гравчинь, підписавши бразильську зірку Марту, яка була п'ятиразовою найкращою футболісткою року за версією ФІФА та обмінявши захисницю з «Вашингтон Спірит» Алі Крігер, яка в подальшому стала капітаном команди. «Прайд» в тому ж сезоні вперше в історії франшизи кваліфікувалися до плей-оф, завершивши регулярний сезон на 3-му місці. У півфіналі вони зустрілись з «Портленд Торнс», але програли з рахунком 4:1.
6 жовтня 2024 року «Орландо Прайд» виграв свій перший трофей, закріпивши за собою титул чемпіона NWSL за три гри до кінця сезону після перемоги над «Вашингтон Спірит» з рахунком 2:0.

## Досягнення
- NWSL Championship

 Чемпіон (1):  2024
- NWSL Shield

 Чемпіон (1): 2024